# Castillo de Fuentetétar

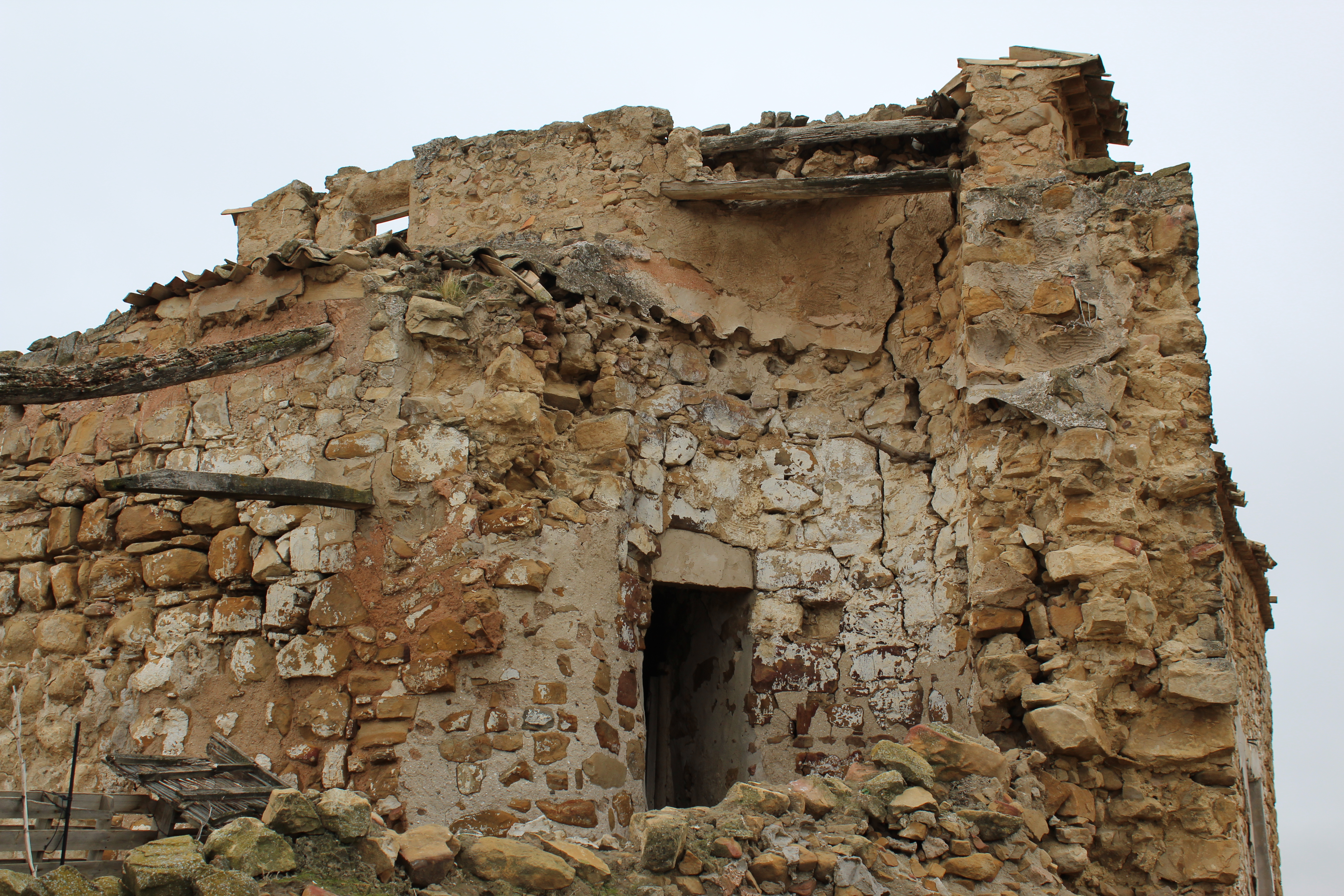
Esquina norte, donde se encontraba la torre del homenaje del castillo

El castillo de Fuentetétar o de Fuentetéjar es un castillo rural del siglo XII y XIII que se encuentra junto a la aldea o cortijada del mismo nombre, alzándose en la cumbre de un elevado cerro desde el cual se controla gran parte de las tierras circundantes, conectando visualmente con el castillo de Jaén y con el castillejo de Zumel. Se sitúa dentro del término municipal de Jaén, a unos 17 km de esta, a unos 5 km de Las Infantas, y a unos 12 km de Mengíbar.
En la actualidad está habitado como cortijo, habiendo sufrido importantes reformas. Su torre del homenaje, hecha de mampostería, prácticamente ha desaparecido. Alguno de sus aposentos se emplea como cuadra de ganado caprino, entre otros. Presenta numerosos restos emergentes (material cerámico) de todas las épocas.

## Descripción
De planta rectangular, está construido con mampostería. Su cerca exterior presenta torres circulares en tres de sus esquinas, mientras que la restante es de planta cuadrada. El interior del recinto presenta un gran patio de armas, muy transformado al haberse construido con posterioridad nuevos aposentos en la vivienda rural. En la misma situación se encuentra la puerta de acceso del lienzo occidental, que ha sido muy alterada con objeto de poder entrar al patio con maquinaria agrícola, ganado, ...
De las tres torres circulares apenas quedan vestigios, debido a que, al no haber sido integradas en el cortijo, han sido o bien desmanteladas, o bien abandonadas, con el consecuente deterioro que ello ha conllevado. Solo se han conservado sus perfiles, algunos de sus muros, y las puertas de acceso al interior.
En los lienzos del castillos se han abierto nuevas puertas, añadido nuevas edificaciones y cubierto con techumbres que solapan considerablemente la fortaleza, dificultando el reconocimiento de la misma.
No obstante, el castillo se ha conservado relativamente bien gracias a su uso como cortijo. En otro caso, como ha venido siendo común, sus materiales habrían sido empleados como cantera para nuevas viviendas rurales y construcciones agrícolas. Aun así, se desconoce en parte la estructura y cronología del mismo.

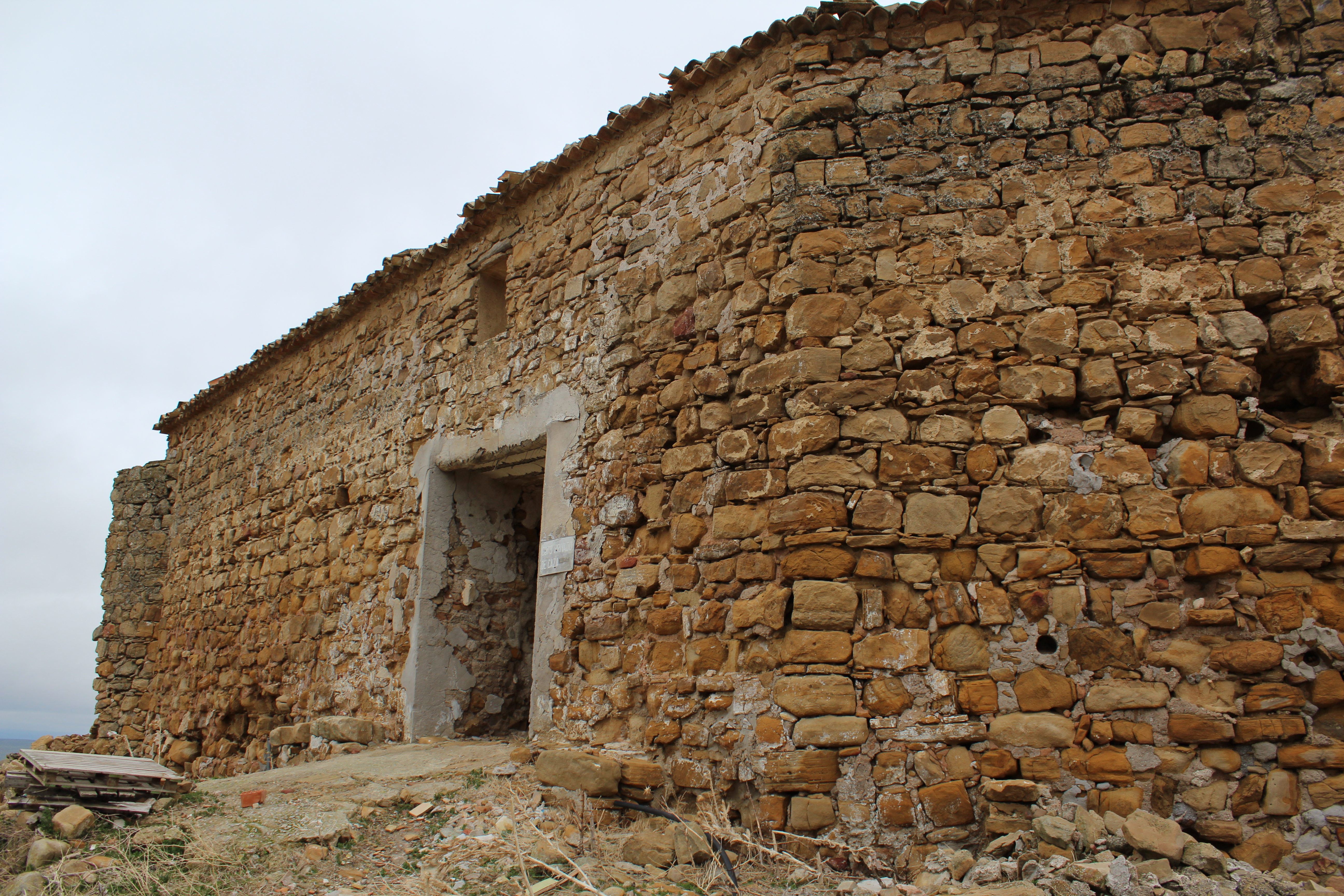
Fachada noroeste, bien conservada.

## Historia
La aldea de Fuentetétar fue una gran villa agrícola surgida en la época de los Flavios (siglo I d. C.), habitada hasta época bajoimperial. No es descartable que siguiera habitada hasta la llegada de los invasores musulmanes.
En el extremo Este del cerro se hallaron restos cerámicos de época emiral, que podrían haber contado con algún tipo de estructura defensiva. Juan Carlos Castillo Armenteros y Vicente Salvatierra Cuenca identificaron este lugar con la fortaleza Qāmarat Ŷayŝ, citada por Ibn Hayyan en su descripción de la aceifa ordenada por 'Abd Allah en 895-896. Esta fortaleza permaneció fiel al Emirato cordobés, siendo un enclave estratégico en la lucha contra los sublevados.
Las estructuras del castillo que se conservan hoy día pertenecen al siglo XII y XIII, si bien transformadas durante época cristiana. Se halló asimismo una gran concentración de cerámica de etapa Islámica Almohade.
La primera mención del topónimo Fuentetétar que se conserva es del año 1311, apareciendo como anexo a la parroquia de Mengíbar, dentro del Arciprestazgo de Jaén, lo que parece indicar que aún no reunía una población estable como para formar una parroquia propia.
El siete de noviembre de 1378, Men Rodríguez de Biedma y Benavides y su mujer, Teresa Manrique, señores de Santisteban, donaron este castillo a la Catedral de Jaén. Como heredamiento del obispado aparece a lo largo del siglo XIV como Teetar.
Durante el siglo XV el castillo será arrendado a importantes personajes políticos de Jaén, como el regidor Pedro de Alfaro. En 1466 Fuentetétar se vio afectada por una incursión fruto de la lucha por el trono entre Pedro de Girón y el Condestable Iranzo: 

[...] Y salieron por otra parte cavalleros y peones de Menxíbar y quemaron a Ventosilla y a Fuente Tétar y a todos los cortijos desta çiudad de Jaén [...]

Estas continuas escaramuzas por la zona del entorno del Guadalbullón entre los linajes castellanos provocarían que no fuera posible el establecimiento de un núcleo habitado o aldea fuera del castillo. Tras la pacificación con la llegada al trono de los Reyes Católicos, ya aparecen las primeras menciones a casas de labor, viviendas, etc. en Fuentetétar, perdiendo la fortaleza su función de castillo y siendo nombrada a partir de comienzos del siglo XVI ya como "cortijo".

## Protección

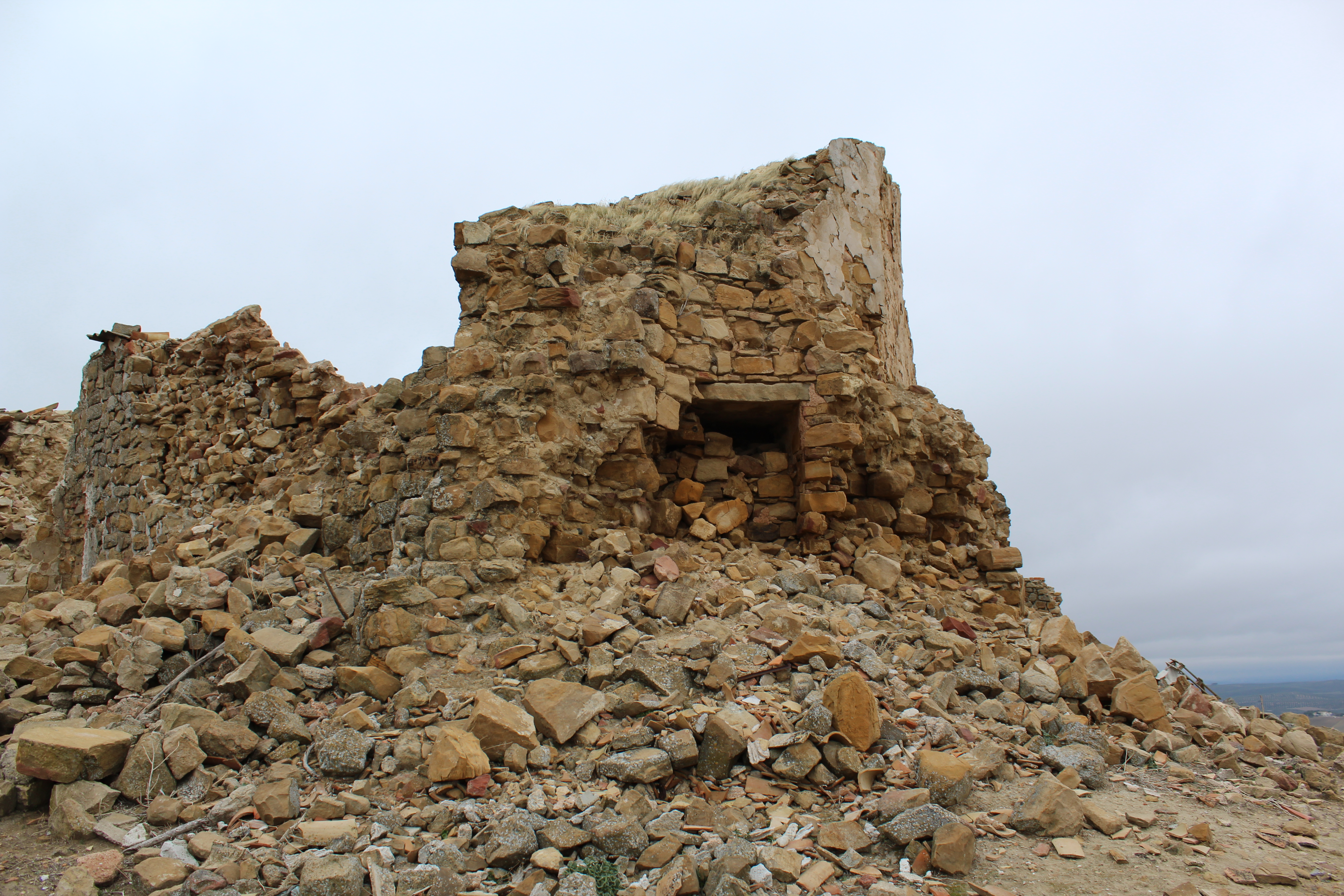
Ruinas del torreón situado en la esquina Suroeste del castillo.

Declarado Monumento Histórico, es decir, Bien de Interés Cultural. Se encuentra bajo el auspicio de la Declaración genérica del Decreto de 22 de abril de 1949, así como de la Ley 16/1985 sobre el Patrimonio Histórico Español. Se encuentra en mal estado de conservación, tanto por abandono como por destrucción de sus lienzos y torres.